# A Place to Bury Strangers
A Place to Bury Strangers är ett New York-baserat noiserockband som består av Oliver Ackermann på gitarr och sång, Jono MOFO på elbas och Jay Space på trummor. Bandet spelar en tung, atmosfärisk "wall of sound"-influerad blandning av psykedelisk rock, shoegazing och space rock. Bandnamnet förkortas ofta APTBS.

## Diskografi
Album
- 2007: A Place to Bury Strangers (CD/LP)
- 2009: Exploding Head
- 2012: Worship
- 2013: Loud And Live In 2012  (LP, Live)
- 2018: Pinned

EP
- 2006: Red EP
- 2006: Blue EP
- 2006: Green EP
- 2006: Breathe
- 2008: Nine Inch Nails: Lights In The Sky Over North America Tour EP (To Fix the Gash in Your Head)
- 2008: The Box Set
- 2009: In Your Heart EP
- 2010: Ego Death EP
- 2012: Onwards to the Wall
- 2013: Strange Moon  (12" EP)

Singlar
- 2008: I Know I'll See You (7")
- 2009: Keep Slipping Away (7")
- 2012: You Are The One / I Can Feel Your Heart Inside My Head
- 2012: And I'm Up (7")
- 2013: Raiser / Easy Life (7")